# Друри, Дрю
Дрю Друри (англ. Dru Drury; 4 февраля 1725, Лондон — 15 января 1804, там же) — британский энтомолог, один из передовых в своё время.
Отец Дрю был мастером серебряных дел, и Дрю унаследовал дело в 1748 году. В 1789 году он оставил дело и полностью посвятил время энтомологии. Он углубился в энтомологию и стал президентом общества энтомологов Лондона в 1780—1782 годах. Умер в Turnham Green (общественный парк расположенный возле шоссе Чизик, в предместье Чизик, в Лондоне) и был похоронен в Сент-Мартин-ин-зе-Филдсе.
С 1770 до 1787 год он опубликовал три тома: Иллюстрации натуральной истории (англ. Illustrations of Natural History), в котором выставлены больше 240 рисунков экзотических насекомых. Позже он был с исправлениями переиздан под новым названием «Иллюстрации экзотической энтомологии» (англ. Illustrations of Exotic Entomology) в 1837 году.
Дрю Друри был заядлым коллекционером, и его энтомологическая коллекция составляет 11000 экземпляров.

## Иллюстрации экзотической энтомологии
- Жук-геркулес (Dynastes hercules)
- Goliathus
- Усачи (Cerambycidae)
- Charaxes и другие бабочки
- Виды Cethosia
- Battus philenor и Papilio polyxenes
- Саранча
- Ascalapha odorata и Estigmene acrea
- Богомол и Привиденьевые
- Сетчатокрылые
- Стрекозы